# Hold Me
Hold Me je pjesma azerskog glazbenika Farida Mammadova (aze. Fərid Məmmədov) s kojom je nastupio na Euroviziji 2013. u švedskom Malmöu. Pjesmu je skladao poznati grčki skladatelj Dimitris Kontopoulos a tekst su napisali John Ballard i Ralph Charlie. Izdana je 5. travnja 2013. a mjesec dana nakon toga i njena turska verzija Bana Dönsen.
Mammadov je s pjesmom pobijedio u drugom polufinalu da bi u samom finalu osvojio drugo mjesto iza danske predstavnice Emmelie de Forest odnosno njezine skladbe Only Teardrops.